# Médaille Alexander-Agassiz
La médaille Alexander-Agassiz est attribuée par l'Académie nationale des sciences pour une contribution originale en  océanographie. Elle a été établie en 1913 par Sir John Murray (1841-1914) en honneur de son ami Alexander Emanuel Agassiz (1835-1910).

## Lauréats
- 1913 : Johan Hjort (1869-1948)
- 1918 : Albert Ier de Monaco (1848-1922)
- 1920 : amiral Charles Dwight Sigsbee (1845-1923)
- 1924 : Otto Pettersson (1848-1941)
- 1926 : Vilhelm Bjerknes (1862-1951)
- 1927 : Max Carl Wilhelm Weber (1852-1937)
- 1928 : Vagn Walfrid Ekman (1874-1954)
- 1929 : John Stanley Gardiner (1872-1946)
- 1930 : Ernst Johannes Schmidt (1877-1933)
- 1931 : Henry Bryant Bigelow (1879-1967)
- 1932 : Albert Defant (1884-1974)
- 1933 : Bjørn Helland-Hansen (1877-1957)
- 1934 : Haakon Hasberg Gran (1870-1955)
- 1935 : Martin Knudsen (1871-1949)
- 1935 : Thomas Wayland Vaughan (1870-1952)
- 1937 : Edgar Johnson Allen (1866-1942)
- 1938 : Harald Sverdrup (1923-1992)
- 1939 : Frank Rattray Lillie (1870-1947)
- 1942 : Columbus O'Donnell Iselin (1904-1971)
- 1946 : Joseph Proudman (1888-1975)
- 1947 : Felix Andries Vening Meinesz (1887-1966)
- 1948 : Thomas Gordon Thompson (1888-1961)
- 1951 : Harry A. Marmer
- 1952 : Hildebrand Wolfe Harvey (1887-1970)
- 1954 : Maurice Ewing (1906-1974)
- 1955 : Alfred Clarence Redfield (1890-1983)
- 1959 : Martin Wiggo Johnson (1893-1984)
- 1960 : Anton Frederik Bruun (1901-1961)
- 1962 : George Deacon (1906-1984)
- 1963 : Roger Revelle (1909-1991)
- 1965 : Sir Edward Bullard (1907-1980)
- 1966 : Carl Eckart (1902-1973)
- 1969 : Frederick Charles Fuglister (1909-1987)
- 1972 : Seiya Uyeda
- 1973 : John H. Steele
- 1976 : Walter H. Munk (1917-)
- 1979 : Henry Stommel (1920-1992)
- 1986 : Wallace S. Broecker (1931-)
- 1989 : Cesare Emiliani (1922-1995)
- 1992 : Joseph L. Reid
- 1995 : Victor V. Vacquier
- 1998 : Walter C. Pitman, III
- 2001 : Charles S. Cox
- 2004 : Klaus Wyrtki
- 2007 : James R. Ledwell
- 2010 : Sallie W. Chisholm
- 2013 : David M. Karl
- 2018 : Dean Roemmich